# Monica Hellström
Monica Hellström (* 1975) ist eine dänische Filmproduzentin mit dem Schwerpunkt Dokumentarfilme.

## Leben
Hellström studierte Film an der University of Bedfordshire, wo sie ihren Bachelorabschluss machte, gefolgt von einem Master-Studium im gleichen Fach an der Universität Kopenhagen. Sie arbeitete für Upfront Films und dem Det Danske Filminstitut. Seit 2010 ist als Produzentin für Cut for Real tätig.
2019 erhielt sie den Robert für Olegs krig.
Gemeinsam mit Charlotte de La Gourneri, Jonas Poher Rasmussen und Signe Byrge Sørensen wurde sie für Flee bei der Oscarverleihung 2022 für den Oscar in den Kategorien Bester Dokumentarfilm und bester animierter Spielfilm nominiert. Weitere Nominierungen folgten u. a. bei den British Academy Film Awards 2022, den Gotham Awards 2021 und den Independent Spirit Awards 2022. Bei den British Independent Film Awards 2021 gewann Hellström die Auszeichnung in der Kategorie Bester internationaler Independent-Film. 2021 erhielt sie den Nordisk-Film-Preis. Eine weitere Oscar-Nominierung folgte 2023 für Heimweh – Kindheit zwischen den Fronten. Für diesen Dokumentarfilm erhielt sie 2023 den Robert.
Hellström ist Mitglied der Academy of Motion Picture Arts and Sciences. Bei den Internationalen Filmfestspielen von Cannes 2020 wurde sie zur Producer on the Move gewählt.

## Filmografie (Auswahl)
- 2016: Massakren i Dvor
- 2017: Olegs krig
- 2020: Flee
- 2021: He’s my brother
- 2022: Heimweh – Kindheit zwischen den Fronten (A House Made of Splinters)

## Auszeichnungen (Auswahl)
Oscar
- 2023: Nominierung als Bester Dokumentarfilm (Heimweh – Kindheit zwischen den Fronten)
- 2022: Nominierung als Bester Dokumentarfilm (Flee)
- Oscarverleihung 2022: Nominierung als Bester Animationsfilm (Flee)